# ستيفن كارول
ستيفن كارول (بالإنجليزية: Steven Carroll)‏‏ (1949 في ملبورن - ) كاتب، وروائي من أستراليا.